# سیارک ۷۱۷۲
سیارک ۷۱۷۲ (به انگلیسی: 7172 Multatuli، نامگذاری:1988DE2) هفت هزار و صد و هفتاد و دومین سیارک کشف شده‌است که در ۱۷ فوریه ۱۹۸۸ کشف شد.
قدر مطلق سیارک برابر ۱۳٫۶۰ است.